# Philippe de Chasteigner
Philippe de Chasteigner est une religieuse française issue de la famille de Chasteigner née le 8 septembre 1524 à La Roche-Posay.

## Biographie

### Famille
Philippe de Chasteigner est la fille de Jean de Chasteigner de La Rocheposay et de Claude de Monléon. Elle est la troisième d'une fratrie de 16 enfants.

### Vocation religieuse
En 1543, elle devient abbesse de l'abbaye de Saint-Jean de Bonneval-lès-Thouars en remplacement de sa tante Louise de Chasteigner,. Toutefois, en attendant qu'elle obtienne ses bulles de Rome, les biens meubles de l'abbaye sont saisis sur ordre du roi François Ier.
Le 28 juin 1548, le roi Henri II lui accorde la permission de démissionner au profit de sa sœur Françoise mais elle ne le fait pas.
Tout en maintenant sa charge d'abbesse, et alors qu'elle issue d'une famille très catholique, elle devient protestante vers 1549 et entretient alors des échanges épistolaires avec Jean Calvin,,. Elle rejoint finalement ce dernier à Genève en 1557, avec huit de ses religieuses toutes converties au protestantisme, n'en laissant qu'une seule au sein de l'abbaye de Saint-Jean-de-Bonneval (les autres ayant probablement désertées).
Ce départ fait partie des toutes premières manifestations du protestantisme à Thouars et ses environs,.

## Blason
Un blason à ses armes est représenté à gauche de l’autel de l’église Saint-Pierre de Missé.

## Postérité
Une rue porte son nom dans la commune de Saint-Jean-de-Thouars.

### Note
1. ↑  Philippe est un prénom épicène.